# Philodromus undarum
Philodromus undarum es una especie de araña cangrejo del género Philodromus, familia Philodromidae. Fue descrita científicamente por Barnes en 1953.

## Distribución
Esta especie se encuentra en los Estados Unidos.